# Jeon Hun-young
Jeon Hun-young (n. 29 mai 1994, Incheon, Coreea de Sud) este o arcașă ce a reprezentat Coreea de Sud, medaliată olimpică. A participat la o ediție a Jocurilor Olimpice (2024) în care a câștigat o medalie de aur.